# 松尾諭
松尾 諭（まつお さとる、1975年12月7日 - ）は、日本の俳優、タレント、コメンテーター。
兵庫県尼崎市出身。エフ・エム・ジー所属。身長177cm。94kg。

## 略歴
高校2年の時に学校行事で生まれて初めて見た舞台をきっかけに、俳優を志す。1995年に関西学院大学総合政策学部へ入学すると先輩の紹介で産経新聞大阪本社整理部でアルバイトとして勤務。3年次に大学を中退した後も勤務を継続し正社員を勧められるが、俳優を目指すため1998年に退職。2000年に上京、劇団のオーディションなどを受ける中、自宅前の路上で封筒入りの航空券を偶然拾い交番に届けた。その後、お礼をしたいという落とし主の女性と表参道の喫茶店で会ったところ、芸能プロダクションエフ・エム・ジーの社長であり、同社へ所属するきっかけとなる。徐々にオーディションへの参加を重ね、同年の映画『忘れられぬ人々』で俳優としてデビュー。下積み時代には同事務所の女優・井川遥の付き人も務める。
映画『亡国のイージス』（2005年）や『初雪の恋 ヴァージン・スノー』（2006年）、テレビドラマ『電車男』（2005年）などへの出演後、2007年のフジテレビ系のテレビドラマ『SP 警視庁警備部警護課第四係』では、オーディションを経て主要SP役5人の中の1人、山本巡査部長役に抜擢される。以降、NHK大河ドラマ『天地人』（2009年）や同連続テレビ小説『てっぱん』（2010年 - 2011年）、映画『テルマエ・ロマエ』（2012年）や『進撃の巨人』（2015年）などに出演する。著書『拾われた男』がウォルト・ディズニー・ジャパンとNHKエンタープライズの共同制作で2022年に連続ドラマ化。

## 人物
趣味は総合格闘技、ラグビー、絵を描くこと。
兵庫県立西宮南高等学校時代はラグビー部に所属していた。ポジションはフランカー。同じ高校のラグビー部2年後輩にはアニメーション監督の藤田陽一がいる。　
同年代のラグビー選手・渡部謙吾（現・謙吾）のパンクラスデビューや自身と似た体型のイゴール・ボブチャンチンのPRIDEでの活躍をきっかけに総合格闘技に興味を持ち、やがて自らも総合格闘技を始める。所英男の所属する格闘技ジムで練習を開始するが、始めてみると想像以上にきつく次第に足が遠のいていった。だが、テレビドラマ『SP 警視庁警備部警護課第四係』（フジテレビ）のオーディションで趣味の「総合格闘技」が関係者の注目を受けたことで急遽練習を再開することとなる。UFCのファンであり、格闘技好きのタレントとして関連番組にも出演する。映画『進撃の巨人』のアクションシーンではロイ・ネルソンやマーク・ハントなどもイメージしながら演じたという。そばアレルギーの体質であるため、大晦日には年越しそばの代わりにうどんやラーメンを食べている。
高橋一生とは古くから親しい友人関係を築いている。
バラエティ番組『水曜どうでしょう』のファンである。
阪神甲子園球場で、ビールの売り子をしたことがある。阪神タイガースのファンである。
「恰幅の良い体型」「眼鏡をかけている」などといった共通点から、同じく俳優の田口浩正と間違えられる事が多いという。ただし松尾曰く「並んだらそんなに似てない」との事。また、NHKの連続テレビ小説『エール』においては田口がゲスト出演した後にレギュラー出演者の松尾が出演するという流れだったが、この時もネット上で「似ている」と話題になった。

## 出演

### 映画
- 忘れられぬ人々（2000年・篠崎誠 監督） - 日本兵 役
- サトラレ TRIBUTE to a SAD GENIUS（2001年・本広克行監督）
- Laundry ランドリー（2002年・森淳一監督）
- フィラメント（2002年・辻仁成監督）
- 亡国のイージス（2005年・阪本順治 監督） - 「いそかぜ」乗員 役
- 初雪の恋 ヴァージン・スノー（2006年・ハン・サンヒ 監督） - お坊さん 役
- 俺は、君のためにこそ死ににいく（2007年・新城卓 監督） - 久野 役
- 歌謡曲だよ、人生は（2007年・七字幸久 監督）
- 伝染歌（2007年・原田眞人 監督） - オタッキー兵士 役
- イキガミ（2008年・瀧本智行 監督） - 堤マネージャー 役
- ホノカアボーイ（2009年・真田敦 監督） - 医師 役
- のんちゃんのり弁（2009年・緒方明監督） - 「小雪」の客 役
- SP THE MOTION PICTURE2部作（2010、2011年・波多野貴文 監督） - 山本隆文 役
- 電人ザボーガー（2011年・井口昇 監督） - 役人 役
- テルマエ・ロマエ（2012年・武内英樹 監督） - 伊丹登 役
- るろうに剣心（2012年・大友啓史監督）
- 希望の国（2012年・園子温監督） - 寺山 役
- R-18文学賞 vol.1 自縄自縛の私（2013年・竹中直人監督）
- 県庁おもてなし課（2013年・三宅喜重監督） - 近森圭介 役
- 上京ものがたり（2013年・森岡利行監督）
- 謝罪の王様（2013年・水田伸生監督） - 運転手の男 役
- 友だちと歩こう（2014年・緒方明監督） - モウリ 役
- グレイトフルデッド（2014年・内田英治監督）
- 原宿デニール（2015年・タカハタ秀太監督） - ガールズバーの客 役
- 進撃の巨人（2015年 - 2016年・樋口真嗣監督） - サンナギ 役 / 2シリーズ
- 珍遊記（2016年・山口雄大監督） - 珍珍 役
- 後妻業の女（2016年・鶴橋康夫 監督） - 守屋達朗 役
- シン・ゴジラ（2016年・庵野秀明総監督 / 樋口真嗣 監督） - 泉修一 役[25][4]
- ラストコップ THE MOVIE（2017年・猪股隆一監督） - 安田慎平 役
- ミックス。（2017年・石川淳一監督） - 鬼コーチ 役
- 羊の木（2018年・吉田大八監督） - 須藤勇雄 役
- 五億円のじんせい（2019年・文晟豪監督） - 熊谷（詐欺グループのリーダー） 役
- HERO 2020（2020年・西条みつとし監督） - 広樹の父親 役[26]
- フード・ラック!食運（2020年・寺門ジモン監督） - 古山達也 役[27]
- ヤウンペを探せ!（2020年11月20日・宮脇亮監督） - アッキー 役
- 牛首村（2022年2月18日・清水崇監督） - 山崎壮志 役[28][29][30]
- チェリまほ THE MOVIE〜30歳まで童貞だと魔法使いになれるらしい〜（2022年4月8日） - 楠本 役
- あまろっく（2024年4月19日、中村和宏監督） - 若い頃の竜太郎 役[31]
- あのコはだぁれ?（2024年7月19日、清水崇監督） - 中村育英 役[32][33]
- 十一人の賊軍（2024年11月1日、白石和彌監督） - 小暮総七 役[34][35]
- 敵（2025年1月17日、吉田大八監督）[36]
- 映画ラストマン -FIRST LOVE-（2025年12月公開予定、平野俊一監督） - 馬目吉春 役[37]

### 配信映画
- 新幹線大爆破（2025年4月23日、Netflix）[38] - 後藤正義[39] 役

### テレビドラマ
- ウソコイ（2001年、フジテレビ）
- 68FILMS 東京少女 最終話「原っぱ」（2004年2月1日、BS-i・BSフジ） - 蛇沢 役
- 土曜ワイド劇場 救急救命士・牧田さおり3（2004年8月28日、テレビ朝日） - 宮崎正希 役
- 電車男（2005年7月7日 - 9月15日、フジテレビ） - ザスパ 役
  - 電車男 もう一つの最終回スペシャル（2005年10月6日）
  - 電車男 DELUXE 最後の聖戦（2006年9月23日）
- Girl's BOX 第1話「箱入り娘のクリスマス」（2005年12月3日、BS-i） - アイスクリーム屋の主人 役
- 24時間テレビ29「愛は地球を救う」絆〜今、私たちにできること〜 「ユウキ」（2006年8月26日、日本テレビ）
- 水曜ミステリー9 信濃のコロンボ事件ファイル15（2007年10月24日、テレビ東京） - 草野刑事 役
- SP 警視庁警備部警護課第四係シリーズ（フジテレビ） - 山本隆文 役
  - SP 警視庁警備部警護課四係（2007年11月3日 - 2008年1月26日）
  - SP スペシャルアンコール特別編 Episode IVex.（2008年4月5日）
  - ドラマスペシャル SP 革命前日（2011年3月4日）
- 週刊真木よう子 第1話「ねぎぼうず」（2008年4月3日、テレビ東京） - フロントマン 役
- 水戸黄門 第38部 第18話（2008年5月19日、TBSテレビ） - 勘六 役
- 上海タイフーン 第2話（2008年9月20日、NHK総合）
- トリハダ4〜夜ふかしのあなたにゾクッとする話を 第四話「好奇心が猜疑心を超えた結末」（2008年10月10日、フジテレビ）
- オー!マイ・ガール!! 第2話（2008年10月21日、日本テレビ）
- 小児救命 第4話（2008年11月13日、テレビ朝日） - 急患の少年の父 役
- ジャッジ 〜島の裁判官奮闘記〜2 第4話（2008年11月15日、NHK総合） - 関根充 役
- 大河ドラマ 天地人（2009年、NHK総合） - 桜井晴吉 役
- ヴォイス〜命なき者の声〜 第2話（2009年1月19日、フジテレビ） - 河原 役
- Q.E.D. 証明終了 第5話（2009年2月5日、NHK総合） - 刑事・笠山杉道 役
- 任侠ヘルパー 第1話（2009年7月9日、フジテレビ） - 倉田敏行 役
- 子育てプレイ&MORE 第5話・第6話、第11話・最終話（2009年8月5日・12日、9月23日・30日、毎日放送ほか） - 四谷先生 役
- JNN50周年記念ドラマ 天国で君に逢えたら（2009年9月24日、TBS） - 杉本医師 役
- 世にも奇妙な物語 秋の特別編「検索する女」（2009年10月5日、フジテレビ） - 宮内幸太郎 役
- 土曜プレミアム 新美味しんぼ-PART3-海原雄山VS究極七人のサムライ!（2009年11月14日、フジテレビ）
- 金曜プレステージ 岡部警部シリーズ4 「シーラカンス殺人事件」（2009年11月27日、フジテレビ） - 坂口刑事 役
- 月曜ゴールデン 萬屋長兵衛の隅田川事件ファイル其ノ弐（2010年2月15日、TBSテレビ） - 滋 役
- 月の恋人〜Moon Lovers〜（2010年5月10日 - 7月5日、フジテレビ） - 滝沢光 役
- MM9-MONSTER MAGNITUDE-（2010年7月7日 - 9月29日、毎日放送） - 山際俊夫 役
- 月曜ゴールデン→ 月曜名作劇場→ドラマスペシャル 警視庁機動捜査隊216 シリーズ（TBSテレビ） - 富田康介 役
  - 警視庁機動捜査隊216「長い夜」（2010年7月19日）
  - 警視庁機動捜査隊216II 「危険な女たち」（2011年10月31日）
  - 警視庁機動捜査隊216III 「命の値段」（2012年12月24日）
  - 警視庁機動捜査隊216IV 「孤独の叫び」（2014年9月8日）
  - 警視庁機動捜査隊216V 「まだ見ぬ夜明け」（2015年12月21日）
  - 警視庁機動捜査隊216VI 「絶てない鎖」（2016年9月12日）
  - 警視庁機動捜査隊216VII「悪意の果て」（2017年6月15日）
  - 警視庁機動捜査隊216VIII「傷痕」（2017年9月4日）
  - 警視庁機動捜査隊216 episode9「硝子（ガラス）の絆」（2018年6月18日）
  - 警視庁機動捜査隊216 10「引鉄」（2019年4月1日）
- 連続テレビ小説（NHK総合）
  - てっぱん（2010年10月 - 2011年4月） - 中岡徹 役
  - ひよっこ（2017年4月 - 9月） - 益子次郎 役[40]
    - ひよっこ2（2019年3月25日 - 28日）

  - わろてんか（2018年1月 - 3月） - 川上四郎 役[41]
    - わろてんかスピンオフ『ラブ&マンザイ〜LOVE and MANZAI〜』 第2話「リリコのボディーガード」（2018年4月21日、NHK BSプレミアム）

  - エール（2020年4月 - 11月） - 鈴木廉平 役[42]
  - 舞いあがれ!（2022年10月 - 2023年3月） - 望月佳晴 役[43]
- 卒業ホームラン（2011年3月23日、テレビ東京） - スカウト風の男 役
- 世にも奇妙な物語 21世紀 21年目の特別編 「缶けり」（2011年5月14日、フジテレビ） - 井上猛 役
- 東野圭吾3週連続スペシャル 回廊亭殺人事件（2011年6月24日、フジテレビ） - 高野刑事 役
- ドラマ10 胡桃の部屋（2011年7月 - 8月、NHK総合） - 塚本大輔 役
- 連続ドラマW 下町ロケット（2011年8月 - 9月、WOWOW） - 山崎光彦 役
- 東京ディズニーシー10thアニバーサリー 〜7つの海の贈りもの〜（2011年10月1日、千葉テレビ）
- 深夜食堂第2シリーズ 第12話・第13話、第16話、第18話 - 第20話（2011年10月21日・28日、11月18日、12月2日 - 16日、MBS / 2011年10月26日・11月2日、11月23日、12月7日 - 21日、TBS） - 五郎 役
- DOCTORS〜最強の名医〜 第7話（2011年12月8日、テレビ朝日） - 八代孝史 役
- 科捜研の女（テレビ朝日）
  - Season11 第9話「警察犬vsDNA鑑定 アリバイ崩しの誤算」（2011年12月15日） - 金田陽一 役
  - Season21 第3話「マリコのラーメン大作戦」（2021年11月4日） - 越智弘基 役[44]
- 最後から二番目の恋（2012年1月12日 - 3月22日、フジテレビ） - 田所勉 役
  - 最後から二番目の恋 2012秋（2012年11月2日）
  - 続・最後から二番目の恋（2014年4月17日 - 6月26日）
  - 続・続・最後から二番目の恋（2025年4月14日 - 6月23日）[45][46]
- ハングリー! 第3話（2012年1月24日、関西テレビ・フジテレビ系） - お巡りさん 役
- 白戸修の事件簿 第3話、第7話 - 最終話（2012年2月10日、3月9日 - 30日、TBS） - 向山剛史 役
- 連続ドラマW 推定有罪 第2話（2012年4月2日、WOWOW）
- 鍵のかかった部屋 第4話（2012年5月7日、フジテレビ） - 古溝俊樹 役
- 水曜ミステリー9 刑事吉永誠一 涙の事件簿9 「迷い骨」（2012年6月20日、テレビ東京） - 木島拓也 役
  - 刑事吉永誠一 涙の事件簿10 「沈黙の宴」（2012年10月17日）
  - 刑事吉永誠一 涙の事件簿11 「赤い遺産」（2013年4月3日）
  - 刑事吉永誠一 涙の事件簿12 「親しい敵」（2013年10月2日）
  - 刑事吉永誠一 涙の事件簿（season1）（2013年10月11日 - 12月13日）
  - 新・刑事吉永誠一（season2）（2014年10月17日 - 12月12日）
  - 刑事吉永誠一13 「湖で拾った女」（2016年1月6日）
  - 刑事吉永誠一ファイナル「シリーズ完結！最後の大捜査」（2016年12月28日）
- ビギナーズ! 第5話（2012年8月16日、TBSテレビ） - 五十嵐剛 役
- 連続ドラマW プラチナタウン（2012年8月19日 - 9月16日、WOWOW） - 西岡達也 役
- トッカン 特別国税徴収官 第7話（2012年8月29日、日本テレビ） - 尾崎正志 役
- ドラゴン青年団 第7話（2012年9月4日、TBS / 2012年9月6日、毎日放送） - 玉田守 役
- 黒い十人の黒木瞳。 「黒い娘。〜二十四の瞳〜」（2012年9月9日、NHK BSプレミアム）
  - 黒い十人の黒木瞳Ⅱ 「黒いクレーマー」 「黒い病室の女」（2012年12月29日）
- 土曜ドラマスペシャル 実験刑事トトリ 第4話（2012年11月24日、NHK総合） - 坂下富雄 役
- 水曜ミステリー9 監察医・篠宮葉月 死体は語る12（2012年11月28日、テレビ東京） - 中森瞬 役
  - 監察医・篠宮葉月 死体は語る13（2013年6月19日）
- NHK正月時代劇 御鑓拝借〜酔いどれ小籐次留書〜（2013年1月1日、NHK総合） - 稲森暉通 役
- 最高の離婚（2013年1月10日 - 3月21日、フジテレビ） - 瀬田継男 役
  - 最高の離婚Special 2014（2014年2月8日）
- 月曜ゴールデン 捜査指揮官 水城さや（2013年1月28日、TBSテレビ） - 富田康介 役（友情出演）
- ミエリーノ柏木 第6話・第7話、第9話（2013年2月16日・23日、3月9日、テレビ東京） - 松尾 役
- 連続ドラマW レディ・ジョーカー（2013年3月3日 - 4月14日、WOWOW） - 佐野純一 役
- 二丁目のホームズ 第2話（2013年3月23日、フジテレビTWO） - ゆり 役
- でたらめヒーロー 第2話・第4話（2013年4月11日・25日、読売テレビ・日本テレビ系） - 水沢静香 役
- 土曜ドラマ ご縁ハンター 第1話（2013年4月13日、NHK総合） - 15番の男 役
- ガリレオ 第3章（2013年4月29日、フジテレビ） - 小中行秀 役
- たべものがたり 彼女のこんだて帖 第9話・第10話（2013年5月12日・19日、NHK BSプレミアム）
- 水曜ミステリー9 内田康夫サスペンス 鬼刑事と車椅子の少女（2013年5月22日、テレビ東京） - 川端正彦 役
- 関西テレビ55周年記念ドラマ 神様のベレー帽〜手塚治虫のブラック・ジャック創作秘話〜（2013年9月24日、関西テレビ・フジテレビ系） - 坪田茂雄 役
- Dr.DMAT（2014年1月9日 - 3月20日、TBSテレビ） - 花田大吉朗 役
- パラドラ ロストデイズのひみつ（2014年1月10日 - 3月14日、BSフジ） - 高野ナツ 役
- フジテレビ開局55周年特別番組 松本清張ドラマスペシャル・死の発送（2014年5月30日、フジテレビ） - 横川修 役
- ほんとにあった怖い話 15周年スペシャル 「闇への視覚」（2014年8月16日、フジテレビ）
- おやじの背中 第8話 「駄菓子」（2014年8月31日、TBSテレビ） - 重田 役
- デート〜恋とはどんなものかしら〜（2015年1月19日 - 3月23日、フジテレビ） - 島田宗太郎 役[47]
  - デート〜恋とはどんなものかしら〜2015夏 秘湯（2015年9月28日）
- 木曜時代劇 風の峠〜銀漢の賦〜 第6話（2015年1月29日、NHK総合） - 坪内庄右衛門 役
- ブサイクの神様（2015年2月14日、BSフジ） - 主演・アキオ 役
- 戦う!書店ガール 第8話（2015年6月2日、関西テレビ・フジテレビ系）
- 3つの街の物語 Episode-3 新宿北5丁目店「PM10:30の女性客」（2015年6月7日、TBSテレビ） - 向井光男 役
- 金曜ロードSHOW! THE LAST COP/ラストコップ（2015年6月19日、日本テレビ） - 安田慎平 役
  - THE LAST COP/ラストコップ（2016年10月8日 - 12月10日）
- ナポレオンの村 第1話（2015年7月19日、TBSテレビ） - 井川和博 役
- 探偵の探偵 第4話・第5話（2015年7月30日・8月6日、フジテレビ） - 堤暢男 役
- ドラマスペシャル 所轄魂（2015年9月20日、テレビ朝日） - 山井清昭 役
- BARレモン・ハート（2015年10月5日 - 11月9日、BSフジ） - 松ちゃん 役
  - SEASON2（2016年4月4日 - 9月26日）
  - 春の新作スペシャル（2017年3月24日）
  - 秋の2時間スペシャル（2017年10月1日）
  - クリスマススペシャル（2017年12月24日）
  - 大晦日スペシャル（2018年12月31日）
  - 年末スペシャル（2019年12月30日）
- テディ・ゴー!（2015年10月10日 - 31日、フジテレビ） - 大橋正 役
- MOZUスピンオフ 大杉探偵事務所〜美しき標的編（2015年11月2日、TBS / 2015年11月8日、WOWOW） - ゾンビ男 役
- 土曜ワイド劇場特別企画 スペシャリスト4（2015年12月12日、テレビ朝日） - 磐田鎮男 役
- 臨床犯罪学者 火村英生の推理 第1話（2016年1月17日、日本テレビ） - 佐田ディレクター 役
- 警視庁ゼロ係〜生活安全課なんでも相談室〜 第3話（2016年1月29日、テレビ東京） - 西森隆弘 役
- マネーの天使〜あなたのお金、取り戻します!〜 第7話（2016年2月18日、読売テレビ・日本テレビ系） - 織田 役
- ドラマW この街の命に（2016年4月2日、WOWOW）
- 不機嫌な果実 第1話（2016年4月29日、テレビ朝日） - 南田典雄 役
- 鼠、江戸を疾る 最終話（2016年6月2日、NHK総合） - 六平 役
- 受験のシンデレラ（2016年7月10日 - 8月28日、NHK BSプレミアム） - 木村秀一 役
- 連続ドラマW 沈まぬ太陽 第13話（2016年8月7日、WOWOW）
- 夏目漱石の妻 第1話（2016年9月24日、NHK総合） - 俣野義郎 役
- ABC創立65周年記念 第1回 劇的!ABCドラマグランプリ〜笑いと涙の120分 「マリッジブルー・ブルー・ブルー」（2016年11月3日、ABC）
- キャリア〜掟破りの警察署長〜 第6話（2016年11月13日、フジテレビ） - 吉野浩平 役
- 相棒（テレビ朝日） - 連城建彦 役
  - season15 第16話「ギフト」（2017年2月22日）
  - season16 第6話「ジョーカー」（2017年11月22日）
  - season17 第6話「ブラックパールの女」（2018年11月21日）
  - season18
    - 第17話「いびつな真珠の女」（2020年2月26日）
    - 第19話「突破口」（2020年3月11日）

  - season19 第7話「同日同刻」（2020年11月25日）
- SRサイタマノラッパー〜マイクの細道〜 第4話・第5話（2017年4月29日・5月6日、テレビ東京） - 遠野のラッパー邦夫 役
- 連続ドラマW アキラとあきら 第1話 - 第3話（2017年7月9日 - 23日、WOWOW） - 伴埜弘道 役
- ドラマスペシャル 最上の命医2017（2017年8月23日、テレビ東京） - 千葉哲雄 役
- サヨナラ、えなりくん 第10話（2017年7月3日、テレビ朝日） - 万丈寺結 役
- 伝七捕物帳2 第4回（2017年8月25日、NHK BSプレミアム） - 辰治 役
- 下北沢ダイハード 第10話「悪魔にとり憑かれた女」・最終話「父親になりすます男」（2017年9月22日・29日、テレビ東京） - サタン 役
- アイ 〜私と彼女と人工知能〜（2017年10月2日・9日、フジテレビ） - 上村佑二 役
- BS笑点ドラマスペシャル 桂歌丸（2017年10月9日、BS日テレ） - 三遊亭金遊（三遊亭小円遊） 役
  - BS笑点ドラマスペシャル 五代目 三遊亭圓楽（2019年1月12日、BS日テレ）
  - BS笑点ドラマスペシャル 初代 林家木久蔵（2020年1月11日、BS日テレ）
- 世にも奇妙な物語
'17秋の特別編 フリースタイル母ちゃん（2017年10月14日、フジテレビ） - 春日店長 役
- 連続ドラマW 片想い（2017年10月21日 - 11月25日、WOWOW） - 安西 役
- 陸王 第4話（2017年11月12日、TBS） - 野坂 役
- 必殺仕事人シリーズ（朝日放送・テレビ朝日） - 住之江彦左衛門 役
  - スペシャルドラマ必殺仕事人（2018年1月7日）
  - 必殺仕事人2019（2019年3月10日）
  - 必殺仕事人2020（2020年6月28日）
  - 必殺仕事人（2022年）（2022年1月9日）
- 連続ドラマW 監査役 野崎修平 第3話 - 第5話（2018年1月28日 - 2月11日、WOWOW） - 安藤慎二 役
- 99.9-刑事専門弁護士- SEASON II 第3話（2018年1月28日、TBSテレビ） - 山内徹 役
- 大阪環状線 Part3 ひと駅ごとのスマイル 第9話 大阪城公園駅「環状線くん」（2018年3月14日、関西テレビ） - 松戸十三 役
- ミッドナイト・ジャーナル 消えた誘拐犯を追え！七年目の真実（2018年3月30日、テレビ東京） - 加藤拓三 役
- 役者ダマしい 醍8話「恋愛小説家」（2018年5月28日、テレビ大阪） - 恋愛小説家 役
- 直撃!シンソウ坂上 再現ドラマ「オウム真理教」（2018年7月12日、フジテレビ） - 北野巡査部長 役
- 不惑のスクラム（2018年9月1日 - 10月13日、NHK総合） - 麦田理 役
- なめとんか やしきたかじん誕生物語（2018年11月20日、関西テレビ） - 笑福亭鶴瓶 役[48]
- JOKER×FACE（2019年1月14日 - 3月19日、フジテレビ） - 主演・柳 役（※松本穂香とダブル主演）[49]
- 関西テレビ開局60周年特別ドラマ「BRIDGE はじまりは1995.1.17神戸」（2019年1月15日、カンテレ・フジテレビ系） - 鶴義太郎 役
- 後妻業 第8話・最終話（2019年3月12日・19日、関西テレビ・フジテレビ系） - 舟山善宣 役
- きじまりゅうたの小腹がすきました! シーズン7（NHK総合） - シングルファーザーのサラリーマン 役
  - 「おうち居酒屋 パパッと三品の巻」（2019年3月24日）
  - 「女の子の心をつかむオトナかわいい彩り弁当」（2019年3月27日）
  - 「懐かしい! でも新しい! タピオカドリンク」（2019年3月29日）
- やじ×きた 元祖・東海道中膝栗毛（2019年4月6日 - 6月22日、BSテレ東） - 主演・弥次郎兵衛 役（和田正人とダブル主演）
- 執事 西園寺の名推理2 第2話（2019年5月3日、テレビ東京） - 野本保 役
- 白い巨塔 第4夜・最終夜（2019年5月25日・26日、テレビ朝日） - 亀山富治 役
- 白衣の戦士! 第7話（2019年5月29日、日本テレビ） - 一ノ瀬孝輔 役
- アフロ田中（2019年7月6日 - 9月7日、WOWOW） - 西田信二 役
- ノーサイド・ゲーム（2019年7月7日 - 9月15日、TBS） - 鍵原誠 役
- 螢草 菜々の剣（2019年7月26日 - 9月6日、NHK BSプレミアム） - 壇浦五兵衛（だんご兵衛） 役
- エ・キ・ス・ト・ラ!!! 第3話（2020年1月31日、カンテレ） - 主演・内川太一 役[50]
- 絶対零度〜未然犯罪潜入捜査〜 第5話 - 最終話（2020年2月3日 - 3月16日、フジテレビ） - 諏訪樹生 役
- 山村美紗トラベルミステリー「鉄道警察官 捜査ファイル」（2020年3月15日、毎日放送・TBSテレビ） - 前原順司 役
- 浦安鉄筋家族 6発目（2020年5月16日、テレビ東京） - 中華料理屋店主 役
- レンタルなんもしない人 第8話（2020年5月28日、テレビ東京） - 瀬戸正一郎 役
- ハケンの品格 第2シリーズ 第1話（2020年6月17日、日本テレビ） - 墨田篤 役
- 日曜プライム 西村京太郎トラベルミステリー72 十津川警部のラストラン（2020年7月26日、テレビ朝日） - 赤池庄五郎 役
- 未満警察 ミッドナイトランナー 第8話（2020年8月15日、日本テレビ） - 野々村晴至 役[51]
- 知らないのは主役だけ（2020年9月28日、関西テレビ） - 本人 役[52]
- ルパンの娘 第2シリーズ（2020年10月12日 - 12月10日、フジテレビ） - 蒲谷隆太 役[53]
- 月曜プレミア8 今野敏サスペンス 警視庁臨海署安積班（2021年2月8日、テレビ東京） - 須田三郎 役
- やっぱりおしい刑事 第3回（2021年3月21日、NHK BSプレミアム） - 尾崎忠博教頭 役
- 孤独のグルメ Season9 第2話（2021年7月17日、テレビ東京） - 南将太 役
- ムショぼけ（2021年10月3日 - 12月12日、朝日放送テレビ、テレビ神奈川） - さとし 役
- らせんの迷宮〜DNA科学捜査〜 第4話（2021年11月5日、テレビ東京） - 白石涼平 役[54]
- おしゃ家ソムリエおしゃ子!2 第11話（2021年12月18日、テレビ東京） - 愛野我也 役[55]
- よだれもん家族（2022年4月10日 - 9月25日、テレビ東京） - 久慈元 役[56]
- 異世界居酒屋「のぶ」 Season2（2022年5月27日 - 7月29日、WOWOWプライム） - ロドリーゴ 役[57]
- 何かおかしい（2022年6月1日 - 7月6日、テレビ東京） - 畑野雄介 役[58]
  - 何かおかしい 2（2023年4月5日 - 6月21日[注 2]）[59]
- 探偵が早すぎる～春のトリック返し祭り～ 第9話（2022年6月9日、読売テレビ・日本テレビ）
- BSプレミアムドラマ 拾われた男 Lost Man Found（2022年6月26日 - 8月28日、NHK BSプレミアム・ディズニープラス） - 松尾諭（本人） 役[60]
- ユニコーンに乗って 第1話（2022年7月5日、TBSテレビ） - 大島 役[61]
- 復讐の未亡人 第1話・第7話（2022年7月8日・8月19日、テレビ東京） - 橋本雅也 役[62]
- PICU 小児集中治療室（2022年10月10日 - 、フジテレビ） - 鈴木修 役[63]
- 大河ドラマが生まれた日（2023年2月4日、NHK総合） - 本山靖道 役[64]
- 杉咲花の撮休（2023年2月10日 - 、WOWOW） - 椿原プロデューサー 役
- NHKスペシャル 南海トラフ巨大地震（2023年3月4日、NHK総合） - 森澤貴彦 役[65]
- ラストマン-全盲の捜査官-（2023年4月23日 - 6月25日、TBSテレビ） - 馬目吉春 役[66]
- うちの弁護士は手がかかる（2023年10月13日 - 12月22日、フジテレビ） - 山崎慶太 役[67][68]
- マウンテンドクター 第5話・第6話・第9話 - 最終話（2024年8月5日・12日・9月2日 - 16日、関西テレビ・フジテレビ） - 純家健一 役
- BS時代劇 大岡越前 第4話（2024年7月14日、NHK BSプレミアム4K・NHK BS） - ならず者・平八役
- カプカプ 第5話（2024年12月26日、テレビ東京） - 川島 役[69]
- キャスター 第8話・第9話（2025年6月1日・8日、TBS） - 池内邦明 役[70]
- 夜ドラ　あおぞらビール（2025年6月16日 - 、NHK総合） - 奥野[71]
- こんばんは、朝山家です。（2025年7月6日 - 、朝日放送テレビ） - 中野智明 役[72]
- 能面検事（2025年7月11日 - 、テレビ東京） - 鴇田正元 役[73]

### 配信ドラマ
- KOI☆AGE 〜恋するアゲハ〜（2009年、BeeTV）
- 神児遊助のげんきのでる恋 第8話（2009年、BeeTV） - 夫 役
- CROW'S BLOOD 第5話（2016年8月20日、Hulu） - 助手の男 役[74]
- 視覚探偵 日暮旅人 〜死体の行方〜（2017年3月19日 - 31日、Hulu） - 牛島洋介 役[75]
- 日本をゆっくり走ってみたよ 〜あの娘のために日本一周〜 第2話・第3話（2017年10月20日・27日、Amazonプライム・ビデオ） - 戸塚 役
- 夫のちんぽが入らない 第5話・第6話（2019年3月20日、FOD/Netflix） - ミッキー 役
- Huluオリジナルストーリー あなたの番です「扉の向こう」204号室（2019年8月11日、Hulu） - 謎の人物 役
- うちの弁護士は手がかかる #0（2023年10月13日 - 、FOD） - 山崎慶太 役[76]
- 地面師たち（2024年7月25日 - 、Netflix） - 須永 役[77]

### その他のテレビ番組
- 東京迷宮ファイル（2008年3月27日、フジテレビ）
- 経済ドキュメンタリードラマ ルビコンの決断（2009年12月17日、テレビ東京）
- 戦国鍋TV 〜なんとなく歴史が学べる映像〜「戦国武将がよく来るキャバクラ」 第19話（2010年12月28日、tvk・チバテレ・テレ玉・サンテレビ） - 佐竹義重 役
- ウルトラゾーン 第19話・第20話「最後の攻撃命令」（2012年2月26日・3月4日、tvk・チバテレ・テレ玉・サンテレビ・メ〜テレ） - 松島隊員 役
- AKB48 SHOW!（NHK BSプレミアム） - コントコーナーに不定期出演
- ものづくり日本の奇跡 日の丸テクノロジーがオリンピックを変えた 元気が出る60年物語（2016年9月3日、TBS） - ドラマ部分に出演
- 超入門!落語 THE MOVIE（NHK総合）
  - 目黒のさんま（2016年10月26日） - 殿様 役
  - 初天神（2017年1月4日） - 父親 役
  - うどん屋（2018年1月18日） - うどん屋 役
- 第67回NHK紅白歌合戦【シン・ゴジラ関連のドラマパート】（2016年12月31日、NHK総合・ラジオ第1） - 泉修一 役
- 世界一周 魅惑の鉄道紀行 (2017年10月16日 - 、BS-TBS) - 旅人として不定期出演
- 100分deナショナリズム（2020年1月1日、NHK Eテレ） - 朗読
- 逃走中　〜ハンターと浅草の相棒〜（2024年4月7日、フジテレビ）
- newsおかえり（2022年4月5日 - 、朝日放送テレビ） - 火曜コメンテーター
- 探偵!ナイトスクープ（2022年11月4日、朝日放送テレビ） - ゲスト出演
- 発見!タカトシランド（北海道文化放送）
  - 2024年4月5日 - 平岸・中の島エリアでお宝店を大発見! SP
  - 2024年4月12日 - 天神山エリアでお宝店を大発見! SP

### 舞台
- つく、きえる（2013年6月4日 - 23日、新国立劇場） - A氏 役
- バリーターク（2018年4月14日 - 5月6日 / 5月12日 - 6月3日 / 6月16日 - 17日、神奈川芸術劇場 / シアタートラム / 兵庫県立芸術文化センター阪急中ホール） - 男2 役[78]
- 音楽劇「アルトゥロ・ウイの興隆」（2020年1月11日 - 2月2日、神奈川芸術劇場） - エルネスト・ローマ 役[79]
- 願いがかなうぐつぐつカクテル（2020年7月9日 - 26日、新国立劇場） - マウリツィオ 役
- オリエント急行殺人事件（2020年12月8日 - 27日、Bunkamura シアターコクーン）[80]
- KERA・MAP#010『しびれ雲』（2022年11月6日 - 12月4日 下北沢 本多劇場、12月8日 - 11日、兵庫県立芸術文化センター 阪急 中ホール、12月17日 - 18日 北九州芸術劇場 中劇場、12月24日 - 25日 りゅーとぴあ 新潟市民芸術文化会館・劇場）[81]
- PARCO PRODUCE 2024『ワタシタチはモノガタリ』（2024年9月8日 - 30日、PARCO劇場） - 徳人 役[82]
- せたがやアートファーム 2025『キャプテン・アメイジング』（2025年7月 - 8月、シアタートラム / 8月、愛知）[83]

### テレビアニメ
- 闇芝居 第4期 第3話（2017年1月15日、テレビ東京） - 語り

### 吹き替え
- ゴジラ キング・オブ・モンスターズ（2019年） - バーンズ 役〈オシェア・ジャクソン・Jr〉[84]

### CM
- 住友ゴム工業 ダンロップ・デジタイヤ2002（2002年）
- 合同酒精「ハイボーイプリーズ」
- ネスレ ヨーグルト
- ボーダフォン「ゴルフ」編
- NTTドコモ
  - 「プレミアムクラブ」
  - Answer『アンサーハウス』「SMART」篇（2009年）
  - ドコモ動画『アマルフィ ビギンズ』「エントランス」編（2009年）
- AFLAC
- 富士急ハイランド「冬の絶叫まつり」篇
- 読売新聞
  - がんばれ ニッポン！「追跡取材」編・「粘り強い取材」編（2008年）
  - 「野球選手取材」編
- 江崎グリコ パピコ「ワイロ」篇（2010年）※出演映画『SP THE MOTION PICTURE 野望篇』とのコラボCM
- キリンビバレッジ「SP with FIRE」篇（2011年）※出演映画『SP THE MOTION PICTURE 革命篇』とのコラボCM
- ライオン『リード ヘルシークッキングペーパー』「ウォーキング40分」篇（2011年 - 2012年）
- ソーラーフロンティア くらべなければ、もったいない！「実発電量のお話」篇・「品質館のお話」篇・「保証のお話」篇・（2013年）※同事務所の井川遥と共演
- NISSANドラマ inドラマ「NISSAN Dayzのひみつ」（2014年1月11日 - 3月15日、フジテレビ） - 高野ナツ 役※西田尚美、釈由美子と共演
- ファンケルヘルスサイエンス「えんきん」（2016年 - ）※村田雄浩と共演
- 三井住友カード「Thinking man」篇 第1話（2019年 - ）※小栗旬と共演
- 花王 ハミングFine「熱暑男子・オフィス」篇・「熱暑男子・カフェ」篇・「熱暑男子・ホワイトボード」篇・「熱暑男子・スクワット」篇（2019年 - ）※田中圭と共演[85]
- TOTO ネオレスト「ほんまや」篇、ザ・クラッソ「笑う当主」篇、シンラ「ええ声」篇（2022年 - ） ※市川右團次、田中哲司と共演[86]

### WEBムービー
- Ziploc × BEAMS COUTURE『BEAMS テレビショッピング』「トートバッグ、エプロン、ウエストポーチ」篇・「傘」篇・「リュックサック」篇（2018年）※永野芽郁と共演[87]

## WEB連載
- 拾われた男（2017年4月30日 - 2020年6月21日、月1回連載、文春オンライン） - 自伝的エッセイ[88]

## 著書
- 拾われた男（2020年6月29日、文藝春秋）ISBN 416791896X - 文春オンラインで連載したものを書籍化
- フラッパー（2022年11月28日、文藝春秋）ISBN 4163915575